# Mistrzostwa Azji w Piłce Ręcznej Mężczyzn 2018
Mistrzostwa Azji w Piłce Ręcznej Mężczyzn 2018 – osiemnaste mistrzostwa Azji w piłce ręcznej mężczyzn, oficjalny międzynarodowy turniej piłki ręcznej o randze mistrzostw kontynentu organizowany przez AHF mający na celu wyłonienie najlepszej męskiej reprezentacji narodowej w Azji. Odbył się w dniach 18–28 stycznia 2018 roku w Suwon w Korei Południowej. Tytułu zdobytego w 2016 roku broniła reprezentacja Kataru.
W fazie wstępnej obyło się bez niespodzianek, do półfinałów – uzyskując jednocześnie kwalifikację na Mistrzostwa Świata 2019 – awansowały Korea Południowa, Katar, Bahrajn i Arabia Saudyjska, a spośród nich najlepsza okazała się po raz trzeci z rzędu reprezentacja Kataru.

## Informacje ogólne
W zawodach miało wziąć udział piętnaście reprezentacji, w tym dwie z Oceanii, a losowanie grup nastąpiło we wrześniu 2017 roku. Drużyny miały rywalizować w pierwszej fazie systemem kołowym w ramach czterech grup: trzech cztero– i jednej trzyzespołowej, a następnie w fazie zasadniczej ponownie rozgrywanej systemem kołowym przydzielone do nich według wyników osiągniętych w rundzie wstępnej. Czołowe dwójki z każdej z grup turnieju głównego awansowały do półfinałów, pozostałe reprezentacje zmierzyły się zaś w meczach o poszczególne miejsca. Po wycofaniu się Iraku system rozgrywek pozostał co do zasady taki sam, jedynie rywalizacja w pierwszej fazie odbywała się w ramach dwóch trzy– i dwóch czterozespołowych grup.
Zawody zostały rozegrane w dwóch halach w Suwon, na imprezie tej rangi zadebiutował Bangladesz, zaproszono też reprezentacje Australii oraz Nowej Zelandii. Mistrzostwa były jednocześnie eliminacjami do MŚ 2019, a kwalifikację na te zawody otrzymać miała czołowa czwórka kontynentalnego czempionatu, ewentualnie też piąta, gdyby w tej piątce znalazła się zespół z Oceanii.

## Faza wstępna

### Grupa A
| 18 stycznia 201819:00 | Uzbekistan | 27:38(12:19) | Japonia | Seo-Suwon Chilbo Gymnasium, Suwon Sędzia: Lee, Lee |
| 18 stycznia 201819:00 |            | 27:38(12:19) |         | Seo-Suwon Chilbo Gymnasium, Suwon Sędzia: Lee, Lee |

| 19 stycznia 201815:00 | Iran | 37:18(19:12) | Uzbekistan | Seo-Suwon Chilbo Gymnasium, Suwon Sędzia: Imran, Hussein |
| 19 stycznia 201815:00 |      | 37:18(19:12) |            | Seo-Suwon Chilbo Gymnasium, Suwon Sędzia: Imran, Hussein |

| 20 stycznia 201817:00 | Japonia | 32:37(14:19) | Iran | Seo-Suwon Chilbo Gymnasium, Suwon Sędzia: Pavićević, Ražnatović |
| 20 stycznia 201817:00 |         | 32:37(14:19) |      | Seo-Suwon Chilbo Gymnasium, Suwon Sędzia: Pavićević, Ražnatović |

### Grupa B
| 18 stycznia 201819:00 | Australia | 10:33(6:12) | Bahrajn | Suwon Arena, Suwon Sędzia: Schulze, Tönnier |
| 18 stycznia 201819:00 |           | 10:33(6:12) |         | Suwon Arena, Suwon Sędzia: Schulze, Tönnier |

| 19 stycznia 201817:00 | Oman | 33:19(16:8) | Australia | Seo-Suwon Chilbo Gymnasium, Suwon Sędzia: Koo, Lee |
| 19 stycznia 201817:00 |      | 33:19(16:8) |           | Seo-Suwon Chilbo Gymnasium, Suwon Sędzia: Koo, Lee |

| 20 stycznia 201815:00 | Bahrajn | 30:23(19:8) | Oman | Seo-Suwon Chilbo Gymnasium, Suwon Sędzia: Hizaki, Ikebuchi |
| 20 stycznia 201815:00 |         | 30:23(19:8) |      | Seo-Suwon Chilbo Gymnasium, Suwon Sędzia: Hizaki, Ikebuchi |

### Grupa C
| 18 stycznia 201815:00 | Bangladesz | 20:46(8:21) | Korea Południowa | Suwon Arena, Suwon Sędzia: Imran, Hussein |
| 18 stycznia 201815:00 |            | 20:46(8:21) |                  | Suwon Arena, Suwon Sędzia: Imran, Hussein |

| 18 stycznia 201817:00 | Indie | 23:41(10:20) | Zjednoczone Emiraty Arabskie | Suwon Arena, Suwon Sędzia: Al-Mawt, Marhoon |
| 18 stycznia 201817:00 |       | 23:41(10:20) |                              | Suwon Arena, Suwon Sędzia: Al-Mawt, Marhoon |

| 19 stycznia 201817:00 | Indie | 23:35(11:21) | Korea Południowa | Suwon Arena, Suwon Sędzia: Cheng, Zhou |
| 19 stycznia 201817:00 |       | 23:35(11:21) |                  | Suwon Arena, Suwon Sędzia: Cheng, Zhou |

| 19 stycznia 201819:00 | Bangladesz | 15:36(8:17) | Zjednoczone Emiraty Arabskie | Suwon Arena, Suwon Sędzia: Al-Zayat, Awad |
| 19 stycznia 201819:00 |            | 15:36(8:17) |                              | Suwon Arena, Suwon Sędzia: Al-Zayat, Awad |

| 20 stycznia 201815:00 | Zjednoczone Emiraty Arabskie | 20:21(9:8) | Korea Południowa | Suwon Arena, Suwon Sędzia: Mousavian, Kolahduzan |
| 20 stycznia 201815:00 |                              | 20:21(9:8) |                  | Suwon Arena, Suwon Sędzia: Mousavian, Kolahduzan |

| 20 stycznia 201819:00 | Bangladesz | 11:41(2:19) | Indie | Seo-Suwon Chilbo Gymnasium, Suwon Sędzia: Lee, Lee |
| 20 stycznia 201819:00 |            | 11:41(2:19) |       | Seo-Suwon Chilbo Gymnasium, Suwon Sędzia: Lee, Lee |

### Grupa D
| 18 stycznia 201815:00 | Chiny | 24:30(11:13) | Arabia Saudyjska | Seo-Suwon Chilbo Gymnasium, Suwon Sędzia: Lee, Koo |
| 18 stycznia 201815:00 |       | 24:30(11:13) |                  | Seo-Suwon Chilbo Gymnasium, Suwon Sędzia: Lee, Koo |

| 18 stycznia 201817:00 | Nowa Zelandia | 14:58(11:27) | Katar | Seo-Suwon Chilbo Gymnasium, Suwon Sędzia: Hizaki, Ikebuchi |
| 18 stycznia 201817:00 |               | 14:58(11:27) |       | Seo-Suwon Chilbo Gymnasium, Suwon Sędzia: Hizaki, Ikebuchi |

| 19 stycznia 201815:00 | Chiny | 19:34(8:16) | Katar | Suwon Arena, Suwon Widzów: 300 Sędzia: Mousavian, Kolahduzan |
| 19 stycznia 201815:00 |       | 19:34(8:16) |       | Suwon Arena, Suwon Widzów: 300 Sędzia: Mousavian, Kolahduzan |

| 19 stycznia 201819:00 | Nowa Zelandia | 12:42(6:20) | Arabia Saudyjska | Seo-Suwon Chilbo Gymnasium, Suwon Sędzia: Pavićević, Ražnatović |
| 19 stycznia 201819:00 |               | 12:42(6:20) |                  | Seo-Suwon Chilbo Gymnasium, Suwon Sędzia: Pavićević, Ražnatović |

| 20 stycznia 201817:00 | Nowa Zelandia | 14:31(7:16) | Chiny | Suwon Arena, Suwon Sędzia: Al-Zayat, Awad |
| 20 stycznia 201817:00 |               | 14:31(7:16) |       | Suwon Arena, Suwon Sędzia: Al-Zayat, Awad |

| 20 stycznia 201819:00 | Arabia Saudyjska | 20:30(10:21) | Katar | Suwon Arena, Suwon Sędzia: Schulze, Tönnies |
| 20 stycznia 201819:00 |                  | 20:30(10:21) |       | Suwon Arena, Suwon Sędzia: Schulze, Tönnies |

## Faza zasadnicza

### Mecze o miejsca 1–8
Grupa 1
| 22 stycznia 201815:00 | Arabia Saudyjska | 26:23(12:11) | Iran | Suwon Arena, Suwon Sędzia: Pavićević, Ražnatović |
| 22 stycznia 201815:00 |                  | 26:23(12:11) |      | Suwon Arena, Suwon Sędzia: Pavićević, Ražnatović |

| 22 stycznia 201817:00 | Korea Południowa | 29:27(12:13) | Oman | Suwon Arena, Suwon Sędzia: Al-Mawt, Marhoon |
| 22 stycznia 201817:00 |                  | 29:27(12:13) |      | Suwon Arena, Suwon Sędzia: Al-Mawt, Marhoon |

| 23 stycznia 201815:00 | Oman | 20:26(10:13) | Arabia Saudyjska | Suwon Arena, Suwon Sędzia: Hizaki, Ikebuchi |
| 23 stycznia 201815:00 |      | 20:26(10:13) |                  | Suwon Arena, Suwon Sędzia: Hizaki, Ikebuchi |

| 23 stycznia 201819:00 | Iran | 25:28(10:16) | Korea Południowa | Suwon Arena, Suwon Sędzia: Schulze, Tönnies |
| 23 stycznia 201819:00 |      | 25:28(10:16) |                  | Suwon Arena, Suwon Sędzia: Schulze, Tönnies |

| 24 stycznia 201817:00 | Arabia Saudyjska | 26:23(11:12) | Korea Południowa | Suwon Arena, Suwon Sędzia: Al-Mawt, Marhoon |
| 24 stycznia 201817:00 |                  | 26:23(11:12) |                  | Suwon Arena, Suwon Sędzia: Al-Mawt, Marhoon |

| 24 stycznia 201817:00 | Iran | 40:25(22:12) | Oman | Seo-Suwon Chilbo Gymnasium, Suwon Sędzia: Koo, Lee |
| 24 stycznia 201817:00 |      | 40:25(22:12) |      | Seo-Suwon Chilbo Gymnasium, Suwon Sędzia: Koo, Lee |

Grupa 2
| 22 stycznia 201819:00 | Katar | 40:23(19:9) | Japonia | Suwon Arena, Suwon Sędzia: Koo, Lee |
| 22 stycznia 201819:00 |       | 40:23(19:9) |         | Suwon Arena, Suwon Sędzia: Koo, Lee |

| 22 stycznia 201819:00 | Zjednoczone Emiraty Arabskie | 22:28(11:13) | Bahrajn | Seo-Suwon Chilbo Gymnasium, Suwon Sędzia: Schulze, Tönnies |
| 22 stycznia 201819:00 |                              | 22:28(11:13) |         | Seo-Suwon Chilbo Gymnasium, Suwon Sędzia: Schulze, Tönnies |

| 23 stycznia 201817:00 | Bahrajn | 21:29(11:13) | Katar | Seo-Suwon Chilbo Gymnasium, Suwon Sędzia: Koo, Lee |
| 23 stycznia 201817:00 |         | 21:29(11:13) |       | Seo-Suwon Chilbo Gymnasium, Suwon Sędzia: Koo, Lee |

| 23 stycznia 201819:00 | Japonia | 27:20(14:9) | Zjednoczone Emiraty Arabskie | Suwon Arena, Suwon Sędzia: Imran, Hussein |
| 23 stycznia 201819:00 |         | 27:20(14:9) |                              | Suwon Arena, Suwon Sędzia: Imran, Hussein |

| 24 stycznia 201819:00 | Japonia | 21:29(13:13) | Bahrajn | Suwon Arena, Suwon Sędzia: Pavićević, Ražnatović |
| 24 stycznia 201819:00 |         | 21:29(13:13) |         | Suwon Arena, Suwon Sędzia: Pavićević, Ražnatović |

| 24 stycznia 201819:00 | Katar | 34:20(18:11) | Zjednoczone Emiraty Arabskie | Seo-Suwon Chilbo Gymnasium, Suwon Sędzia: Hizaki, Ikebuchi |
| 24 stycznia 201819:00 |       | 34:20(18:11) |                              | Seo-Suwon Chilbo Gymnasium, Suwon Sędzia: Hizaki, Ikebuchi |

### Mecze o miejsca 9–14
Grupa 3
| 22 stycznia 201815:00 | Nowa Zelandia | 19:33(8:13) | Uzbekistan | Seo-Suwon Chilbo Gymnasium, Suwon Sędzia: Al-Zayat, Awad |
| 22 stycznia 201815:00 |               | 19:33(8:13) |            | Seo-Suwon Chilbo Gymnasium, Suwon Sędzia: Al-Zayat, Awad |

| 23 stycznia 201815:00 | Indie | 38:24(17:10) | Nowa Zelandia | Seo-Suwon Chilbo Gymnasium, Suwon Sędzia: Cheng, Zhou |
| 23 stycznia 201815:00 |       | 38:24(17:10) |               | Seo-Suwon Chilbo Gymnasium, Suwon Sędzia: Cheng, Zhou |

| 24 stycznia 201815:00 | Uzbekistan | 29:27(12:16) | Indie | Suwon Arena, Suwon Sędzia: Lee, Lee |
| 24 stycznia 201815:00 |            | 29:27(12:16) |       | Suwon Arena, Suwon Sędzia: Lee, Lee |

Grupa 4
| 22 stycznia 201817:00 | Bangladesz | 22:35(15:16) | Australia | Seo-Suwon Chilbo Gymnasium, Suwon Sędzia: Cheng, Zhou |
| 22 stycznia 201817:00 |            | 22:35(15:16) |           | Seo-Suwon Chilbo Gymnasium, Suwon Sędzia: Cheng, Zhou |

| 23 stycznia 201817:00 | Chiny | 35:10(19:6) | Bangladesz | Seo-Suwon Chilbo Gymnasium, Suwon Sędzia: Lee, Lee |
| 23 stycznia 201817:00 |       | 35:10(19:6) |            | Seo-Suwon Chilbo Gymnasium, Suwon Sędzia: Lee, Lee |

| 24 stycznia 201815:00 | Australia | 16:26(8:14) | Chiny | Seo-Suwon Chilbo Gymnasium, Suwon Sędzia: Mousavian, Kolahduzan |
| 24 stycznia 201815:00 |           | 16:26(8:14) |       | Seo-Suwon Chilbo Gymnasium, Suwon Sędzia: Mousavian, Kolahduzan |

## Faza pucharowa
Mecz o 13. miejsce
| 26 stycznia 201811:00 | Nowa Zelandia | 24:31(10:16) | Bangladesz | Seo-Suwon Chilbo Gymnasium, Suwon Sędzia: Cheng, Zhou |
| 26 stycznia 201811:00 |               | 24:31(10:16) |            | Seo-Suwon Chilbo Gymnasium, Suwon Sędzia: Cheng, Zhou |

Mecz o 11. miejsce
| 26 stycznia 201813:00 | Indie | 24:27(12:10) | Australia | Seo-Suwon Chilbo Gymnasium, Suwon Sędzia: Imran, Hussein |
| 26 stycznia 201813:00 |       | 24:27(12:10) |           | Seo-Suwon Chilbo Gymnasium, Suwon Sędzia: Imran, Hussein |

Mecz o 9. miejsce
| 26 stycznia 201815:00 | Uzbekistan | 21:32(8:19) | Chiny | Seo-Suwon Chilbo Gymnasium, Suwon Sędzia: Lee, Lee |
| 26 stycznia 201815:00 |            | 21:32(8:19) |       | Seo-Suwon Chilbo Gymnasium, Suwon Sędzia: Lee, Lee |

Mecz o 7. miejsce
| 26 stycznia 201817:00 | Oman | 24:28(12:14) | Zjednoczone Emiraty Arabskie | Seo-Suwon Chilbo Gymnasium, Suwon Sędzia: Al-Mawt, Marhoon |
| 26 stycznia 201817:00 |      | 24:28(12:14) |                              | Seo-Suwon Chilbo Gymnasium, Suwon Sędzia: Al-Mawt, Marhoon |

Mecz o 5. miejsce
| 26 stycznia 201815:00 | Iran | 33:28(15:15) | Japonia | Suwon Arena, Suwon Sędzia: Koo, Lee |
| 26 stycznia 201815:00 |      | 33:28(15:15) |         | Suwon Arena, Suwon Sędzia: Koo, Lee |

Mecze o miejsca 1–4
|  |                  |                  |           |                   |    |         |         |       |
|  | Półfinały        | Półfinały        | Półfinały |                   |    | Finał   | Finał   | Finał |
|  | Półfinały        | Półfinały        | Półfinały |                   |    | Finał   | Finał   | Finał |
|  | 26 stycznia 2017 |                  |           |                   |    |         |         |       |
|  |                  |                  |           |                   |    |         |         |       |
|  | Arabia Saudyjska | Arabia Saudyjska | 22        |                   |    |         |         |       |
|  | Arabia Saudyjska | Arabia Saudyjska | 22        | 28 stycznia 2017  |    |         |         |       |
|  | Bahrajn          | Bahrajn          | 24        |                   |    |         |         |       |
|  | Bahrajn          | Bahrajn          | 24        |                   |    | Bahrajn | Bahrajn | 31    |
|  | 26 stycznia 2017 |                  |           |                   |    | Bahrajn | Bahrajn | 31    |
|  |                  |                  | Katar     | Katar             | 33 |         |         |       |
|  | Katar            | Katar            | Katar     | Katar             | 33 | 32      |         |       |
|  | Katar            | Katar            |           |                   |    |         |         |       |
|  | Korea Południowa | Korea Południowa | 21        |                   |    |         |         |       |
|  | Korea Południowa | Korea Południowa | 21        | Mecz o 3. miejsce |    |         |         |       |
|  |                  |                  |           |                   |    |         |         |       |
|  | 28 stycznia 2017 |                  |           |                   |    |         |         |       |
|  |                  |                  |           |                   |    |         |         |       |
|  | Arabia Saudyjska | Arabia Saudyjska | 21        |                   |    |         |         |       |
|  | Arabia Saudyjska | Arabia Saudyjska | 21        |                   |    |         |         |       |
|  | Korea Południowa | Korea Południowa | 29        |                   |    |         |         |       |
|  | Korea Południowa | Korea Południowa | 29        |                   |    |         |         |       |

| 26 stycznia 201817:00 | Katar | 32:21(14:8) | Korea Południowa | Suwon Arena, Suwon Sędzia: Pavićević, Ražnatović |
| 26 stycznia 201817:00 |       | 32:21(14:8) |                  | Suwon Arena, Suwon Sędzia: Pavićević, Ražnatović |

| 26 stycznia 201819:00 | Arabia Saudyjska | 22:24(11:11) | Bahrajn | Suwon Arena, Suwon Sędzia: Schulze, Tönnies |
| 26 stycznia 201819:00 |                  | 22:24(11:11) |         | Suwon Arena, Suwon Sędzia: Schulze, Tönnies |

| 28 stycznia 201814:30 | Korea Południowa | 29:21(16:6) | Arabia Saudyjska | Suwon Arena, Suwon Sędzia: Schulze, Tönnies |
| 28 stycznia 201814:30 |                  | 29:21(16:6) |                  | Suwon Arena, Suwon Sędzia: Schulze, Tönnies |

| 28 stycznia 201817:00 | Katar | 33:31(16:17) | Bahrajn | Suwon Arena, Suwon Sędzia: Pavićević, Ražnatović |
| 28 stycznia 201817:00 |       | 33:31(16:17) |         | Suwon Arena, Suwon Sędzia: Pavićević, Ražnatović |

## Klasyfikacja końcowa
| Miejsce | Reprezentacja                | Uwagi          |
| ------- | ---------------------------- | -------------- |
| złoto   | Katar                        | awans: MŚ 2019 |
| srebro  | Bahrajn                      | awans: MŚ 2019 |
| brąz    | Korea Południowa             | awans: MŚ 2019 |
| 4       | Arabia Saudyjska             | awans: MŚ 2019 |
| 5       | Iran                         | -              |
| 6       | Japonia                      | -              |
| 7       | Zjednoczone Emiraty Arabskie | -              |
| 8       | Oman                         | -              |
| 9       | Chiny                        | -              |
| 10      | Uzbekistan                   | -              |
| 11      | Australia                    | -              |
| 12      | Indie                        | -              |
| 13      | Bangladesz                   | -              |
| 14      | Nowa Zelandia                | -              |